# Brierton
Brierton lub Brearton – niewielka wieś i civil parish w dystrykcie (unitary authority) Hartlepool, w hrabstwie Durham, w Anglii. W 2001 civil parish liczyła 31 mieszkańców.